# Atnsjøen

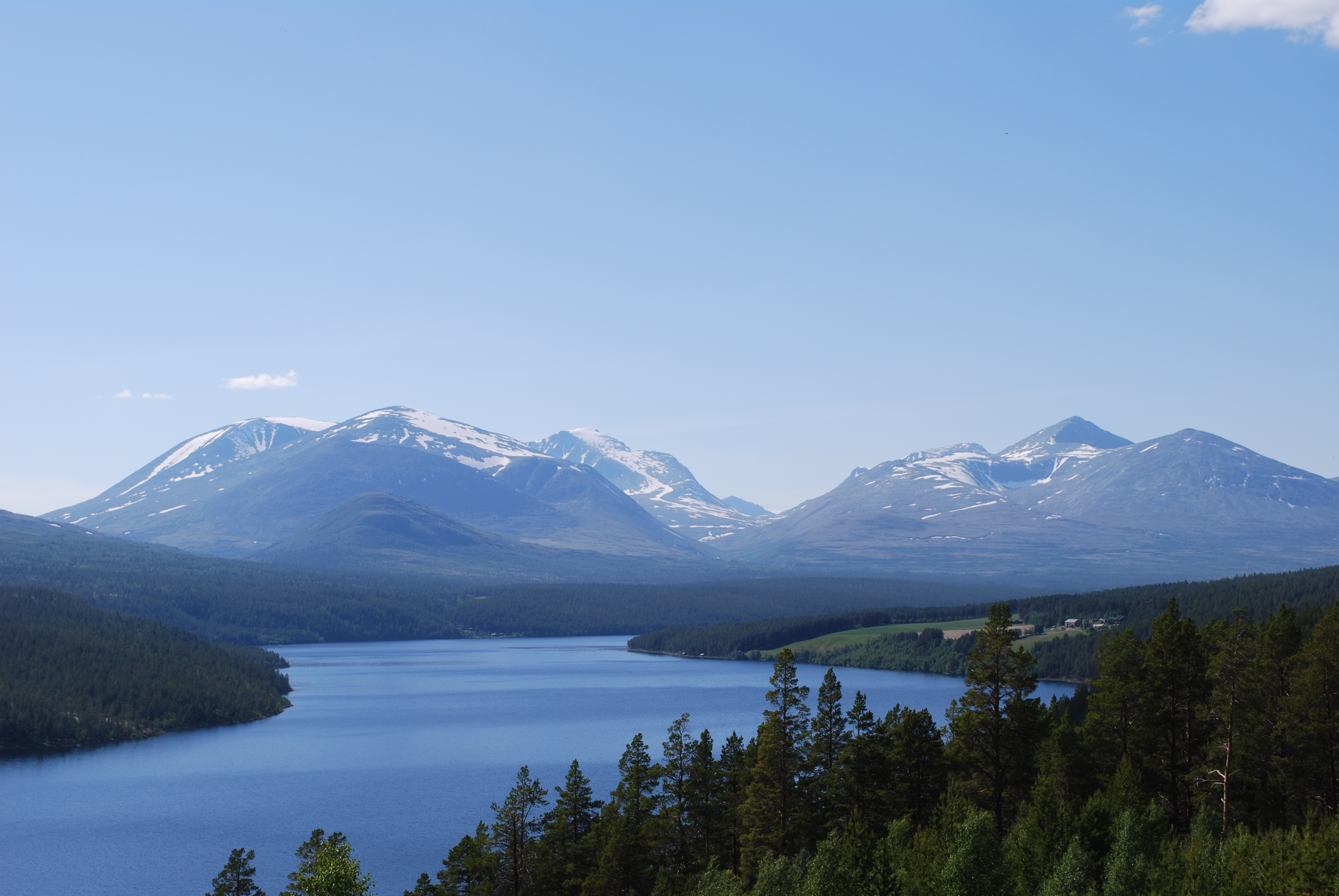
Atnsjøen och fjällmassivet Rondane

Atnsjøen är en insjö i Stor-Elvdals och Sør-Frons kommuner i Innlandet fylke i Norge. Sjön ligger på 701 meters höjd över havet och har en yta på 4,8 kvadratkilometer. Den avvattnar ett område på 457 kvadratkilometer. Dess största djup är 80 meter.
Atnsjømyrene naturreservat inrättades år 2001.